# Список однородных мозаик на евклидовой плоскости
.

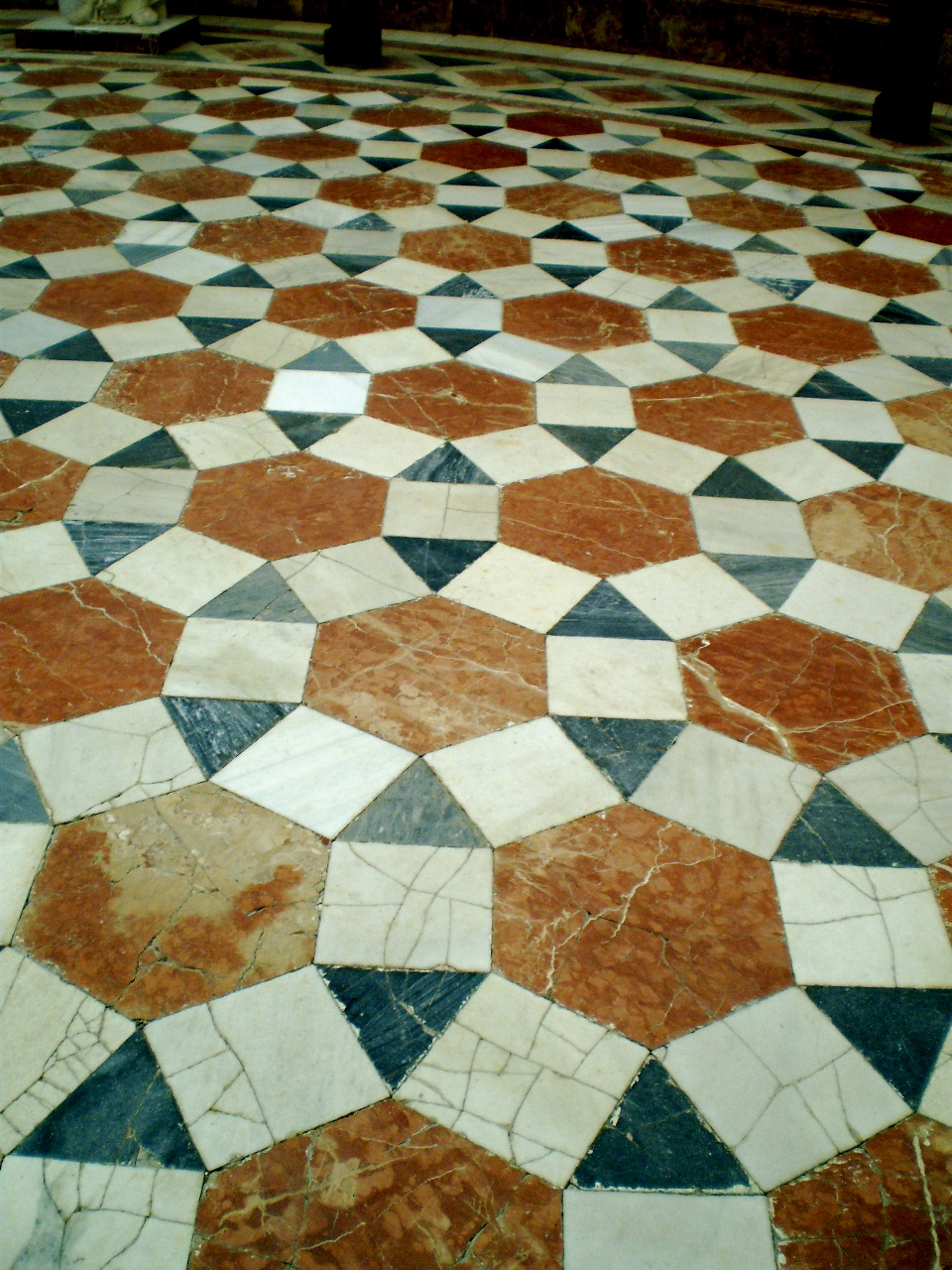
Пример однородной мозаики в Севильском археологическом музее,
Севилья, Испания: Ромботришестиугольная мозаика

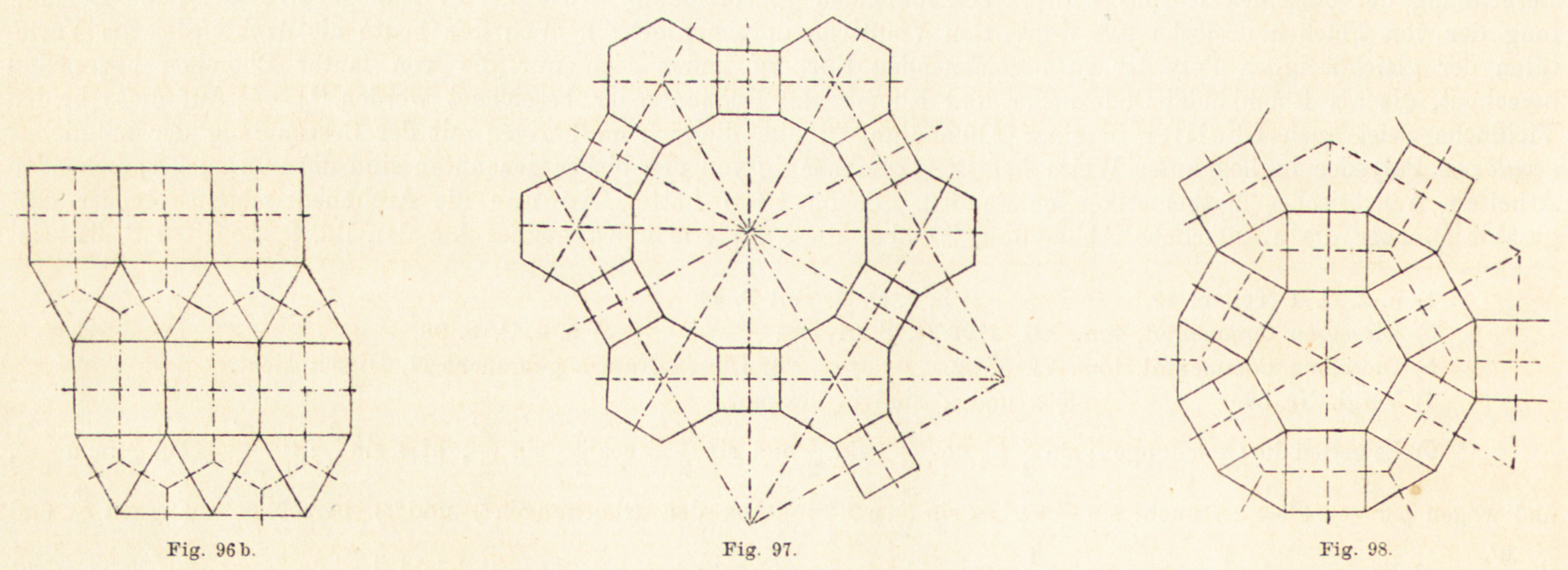
Однородные мозаики и их двойственные, нарисованные Максом Брюкнером в книге 1900-го года Vielecke und Vielflache (нем., Многоугольники и Многогранники)

Таблица показывает 11 выпуклых однородных мозаик (правильных и полуправильных) на евклидовой плоскости, а также их двойственные мозаики.
Имеется три правильные и одиннадцать полуправильных мозаик на плоскости.
Полуправильные мозаики образуют плитки из своих двойственных мозаик, состоящих из одного типа плиток.
Джон Конвей называл эти однородные двойственные мозаики мозаиками Каталана по аналогии с каталановыми многогранниками.
Однородные мозаики перечислены по их конфигурации вершин, последовательности граней, примыкающих к каждой вершине.
Например, 4.8.8 означает квадрат и два восьмиугольника в вершине.
Эти 11 однородных мозаики имеют 32 различные однородные раскраски.
Однородная раскраска позволяет многоугольники с тем же число сторон быть выкрашенными в разные цвета, если сохраняется однородность вершин
и конгруэнтность при движении между вершинами. (Заметьте, некоторые рисунки ниже не однородны по раскраске.)
Ещё 28 однородных мозаик используют апейрогоны. Если допустим зигзаг, есть ещё 23 известные однородные мозаике и ещё 10 семейств зависят от параметра -
в 8 случаях параметр непрерывен, в двух случаях - дискретен. Неизвестно, полно ли множество известных мозаик.

## Мозаики Лавеса
В книге 1987 года Tilings and patterns (Мозаики и узоры) Бранко Грюнбаум называет вершинно-однородные мозаики архимедовыми по аналогии с архимедовыми телами.
Их двойственные мозаики называются мозаиками Лавеса в честь кристаллографа Фрица Лавеса.
Они также называются мозаиками Шубникова–Лавеса в честь Алексея Васильевича Шубникова.
Джон Конвей называл одвойственные однородным мозаикам мозаиками Картана по аналогии с каталановыми телами.
Мозаики Лавеса имеют вершины в центрах правильных многоугольников, а рёбра соединяют центры правильных многоугольников.
Плитки мозаик Лавеса называются планигонами.
Оги включают 3 правильные плитки (треугольная, квадрат и шестиугольник) и 8 неправильных плиток.
Каждая вершина имеет рёбра, равномерно расположенные вокруг неё. Трёхмерные аналоги планигонов называются стереоэдрами.
Двойственные мозаики перечислены по из конфигурации грани, числу граней в каждой вершине. Например V4.8.8 означает плитку в виде равнобедренного треугольника, а два угла содержат по восемь треугольников.
| Треугольники | Треугольники | Треугольники | Треугольники | Четырёхугольники | Четырёхугольники | Четырёхугольники | Пятиугольники | Пятиугольники | Пятиугольники | Шестиугольники |
| ------------ | ------------ | ------------ | ------------ | ---------------- | ---------------- | ---------------- | ------------- | ------------- | ------------- | -------------- |
| · V63 ·      | · V4.82 ·    | · V4.6.12 ·  | · V3.122 ·   | · V44 ·          | · V(3.6)2 ·      | · V3.4.6.4 ·     | · V32.4.3.4 · | · V34.6 ·     | · V33.42 ·    | · V36 ·        |

## Выпуклые однородные мозаики на евклидовой плоскости
Все формы отражения согут быть созданы построениями Витхоффа, предcтавленными символами Витхофа или
диаграммами Коксетера — Дынкина.
Частично усечённые формы, такие, как отсечение вершин, могут быть также представлены при использовании специальных меток внутри каждой системы. 
Только одна однородная мозаика не может быть построена с помощью процесса Витхофа, но она может быть получена с помощью удлиннения треугольной мозаики.
Построение с ортогональным зеркалом [∞,2,∞] также существует и представляет собой набор параллельных зеркал, образующих прямоугольную фундаментальную область.
Если фундаментальная область является квадратом, симметрия может быть удвоена диагональным зеркалом.
Семейства:
- (4,4,2), {\displaystyle {\tilde {BC}}_{2}}, [4,4] – Симметрия правильной квадратной мозаики
  - {\displaystyle {\tilde {I}}_{1}^{2}}, [∞,2,∞]
- (6,3,2), {\displaystyle {\tilde {G}}_{2}}, [6,3] – Симметрия правильной шестиугольный мозаики и треугольной мозаики.
  - (3,3,3), {\displaystyle {\tilde {A}}_{2}}, [3[3]]

### Семейство групп [4,4]
| Однородные мозаики (Правильные и архимедовы)         | Вершинная фигура и двойственная грань Символ(ы) Витхофа Группы симметрии Диаграммы Коксетера | Двойственная однородная мозаика (called Laves or Catalan tilings) |
| ---------------------------------------------------- | -------------------------------------------------------------------------------------------- | ----------------------------------------------------------------- |
| Квадратная мозаика (кадриль)                         | · 4.4.4.4 (или 44) · 4 \| 2 4 · p4m, [4,4], (*442) ·                                         | самодвойственная (кадриль)                                        |
| Усечённая квадратная мозаика (усечённая кадриль)     | · 4.8.8 · 2 \| 4 4 · 4 4 2 \| · p4m, [4,4], (*442) · или                                     | Разделённая квадратная мозаика (кискадриль)                       |
| Плосконосая квадратная мозаика (плосконосая кадриль) | · 3.3.4.3.4 · \| 4 4 2 · p4g, [4+,4], (4*2) · или                                            | Каирская пятиугольная мозаика (4-кратный пятипаркет)              |

### Семейство групп [6,3]
| Правильные и архимедовы мозаики                                   | Вершинная фигура и двойственная грань Символ(ы) Витхофа Группы симметрии Диаграммы Коксетера | Двойственные мозаики Лавеса                              |
| ----------------------------------------------------------------- | -------------------------------------------------------------------------------------------- | -------------------------------------------------------- |
| Шестиугольная мозаика (шестипаркет)                               | · 6.6.6 (или 63) · 3 \| 6 2 · 2 6 \| 3 · 3 3 3 \| · p6m, [6,3], (*632) ·                     | Треугольная мозаика (дельта-мозаика)                     |
| Тришестиугольная мозаика (шестидельтамозаикаdeltille)             | · (3.6)2 · 2 \| 6 3 · 3 3 \| 3 · p6m, [6,3], (*632) · =                                      | Ромбическая мозаика (ромбический паркет)                 |
| Усечённая шестиугольная мозаика (усечённы шестипаркет)            | · 3.12.12 · 2 3 \| 6 · p6m, [6,3], (*632) ·                                                  | Трижды разделённая треугольная мозаика (кис-делтапаркет) |
| Треугольная мозаика (дельта-мозаика)                              | · 3.3.3.3.3.3 (или 36) · 6 \| 3 2 · 3 \| 3 3 · \| 3 3 3 · p6m, [6,3], (*632) · = ·           | Шестиугольная мозаика (шестипаркет)                      |
| Ромботришестиугольная мозаика (ромбощестидельтамозаика)           | · 3.4.6.4 · 3 \| 6 2 · p6m, [6,3], (*632) ·                                                  | Дельтоидальная тришестиугольная мозаика (тетрапаркет)    |
| Усечённая тришестиугольная мозаика (усечённая шестидельтамозаика) | · 4.6.12 · 2 6 3 \| · p6m, [6,3], (*632) ·                                                   | Кисромбическая мозаика (кисромбический паркет)           |
| Плосконосая тришестиугольная мозаика (курносая шестимозаика)      | · 3.3.3.3.6 · \| 6 3 2 · p6, [6,3]+, (632) ·                                                 | Цветочная пятиугольная мозаика (6-кратный пятипаркет)    |

### Невитхофова однородная мозаика
| Правильные и архимедовы мозаики                       | Вершинная фигура и двойственная грань Символ(ы) Витхофа Группы симметрии Диаграммы Коксетера | Двойственные мозаики Лавеса                             |
| ----------------------------------------------------- | -------------------------------------------------------------------------------------------- | ------------------------------------------------------- |
| Удлинённая треугольная мозаика (изокурносая квадриль) | · 3.3.3.4.4 · 2 \| 2 (2 2) · cmm, [∞,2+,∞], (2*22) ·                                         | Призматическая пятиугольная мозаика (изо(4-)пятипаркет) |

### Однородные раскраски
Существует в общей сложности 32 однородные раскраски 11 однородных мозаик:
1. Треугольная мозаика – 9 однородных раскрасок, 4 витхофовы, 5 невитхофовых
2. Квадратная мозаика – 9 раскрасок, : 7 витхофовых, 2 невитхофовых
3. Шестиугольная мозаика – 3 раскраски, все витхофовы
4. Тришестиугольная мозаика – 2 раскраски, обе витхофовы
5. Плосконосая квадратная мозаика – 2 раскраски, обе витхофовы
6. Усечённая квадратная мозаика – 2 раскраски, обе витхофовы
7. Усечённая шестиуголная мозаика[англ.] – 1 раскраска, витхофова
8. Ромботришестиугольная мозаика[англ.] – 1 раскраска, витхофова
9. Усечённая тринестиугольная мозаика[англ.] – 1 раскраска, витхофова
10. Плосконосая тришестиугольная мозаика – 1 чередующаяся раскраска, витхофова
11. Удлиннённая треугольная мозаика[англ.] – 1 раскраска, невитхофова